# أل ريكس
أل ريكس (بالإنجليزية: Al Rex)‏ هو موسيقي أمريكي، ولد في 13 يوليو 1928 في نيويورك في الولايات المتحدة.

## وصلات خارجية
- أل ريكس على موقع IMDb (الإنجليزية)
- أل ريكس على موقع الموسوعة البريطانية (الإنجليزية)
- أل ريكس على موقع ألو سيني (الفرنسية)
- أل ريكس على موقع ميوزك برينز (الإنجليزية)
- أل ريكس على موقع قاعدة بيانات الأفلام السويدية (السويدية)
- أل ريكس على موقع ديسكوغز (الإنجليزية)
- أل ريكس على موقع كينوبويسك (الروسية)